# المرأة الجميلة الكبيرة
المرأة الجميلة الكبيرة هي الترجمة الحرفيّة لعبارة Big Beautiful Women والتي يُشار لها في العادة اختصارًا بـ BBW. أمّا من الناحيّة الاصطلاحية؛ فالعبارة تُشير للإثارة الجِنسيّة التي تخلقها أو تُخلفها السيّدة الكبيرة من ناحية العُمر والوزن والجميلة في نفسِ الوقت. لقد ظهرَ هذا المُصطلح لأول مرّة مطلع عام 1979 على يدِ كارول شو والذي أطلقهُ على مجلة أزياء تهتم بنمط حياة المُكتنزات الجميلات بما في ذلك الحياة الجنسيّة.

## المعنى

نتائج الدراسة التي تُظهر إعجاب 47% من الذكور بالنّساء المُكتنزات (الأحمر) مقارنة بمتوسطات الوزن (الأزرق).

وجدت دراسة أُجريت عام 2009 أنّ الذكور متوسطي الوزن أكثر إعجابًا بالنساء المُكتنزات مُقارنة بالنّحيفات كما وجدت ذاتُ الدراسة أن المشاركين قد تفاعلوا بشكل إيجابي معَ السمينات أكثر مما كان مُتوقعًا. خلصت الدّراسة في نهاية المطاف إلى أنّ هذه النتائج تُؤكد على إعجاب الذكور بالدهونِ على الرغم من الرفض المُجتمعي لها من ناحيّة المعايير الجمالية وأحيانًا الثقافية.
لدى مصطلح المرأة الجميلة الكبيرة عددٌ من المرادفات كما يُشير اختصاره لعددٍ من المُصطلحات الأخرى:
- قد يُشير مصطلح بي بي دابليو (BBW) إلى فنّ بيتر بول روبنز والذي اشتهرَ بتصويره الكامل لجسدِ النّساء.
- قد يُشير المصطلح كذلك إلى نُضج السيّدة واحتفاظها بشهوتها الجِنسيّة في الوقتِ ذاته. في العاميّة؛ يُشير المصطلح إلى شكل الجسم وبالأخض الثديين الكبيرين وكذا الوركين الواسعين.

## الاستخدام
على الرغم من أن عبارة بي بي دابليو والتي تعني باللّغة العربية المرأة الكبيرة الجميلة قد استُخدمَ لأول مرة في سياق مجلة إلا أنّه عرفَ انتشارً واسعًا على مرّ السنين لدرجة أنّ النساء نفسهن قد تعودوا على استعمال هذا المصطلح. زادت شهرة المُصطلح بعدما ظهرت شركات مُتخصصة في مجال العُري والإباحية وعمدت إلى فتحِ مجال أو فرعٍ خاص بهذا النوع من النساء كما عملت على تصنيفهن فبات اليوم منَ الضروري على السيّدة أن تكون ناضجة وجميلة معَ مؤهلات جسديّة مثلَ كِبر المؤخرة وكذا الورك حتى تُصنّف ضمنَ فئة المرأة الجميلة الكبيرة. لقد خلقت هذه التصنيفات بعض مشاعر التهميش لدى أُخريات لم يتمّ إدراجهن لسببٍ من الأسباب. باتَ في الآونة الأخيرة استعمالُ مصطلح بي بي دابليو دارجًا حيثُ يمكن العثور عليهِ في الإعلانات الشخصية (وبخاصّة في مواقع التعارف) كما يستخدم أيضا للدلالة على بعض الأحداث التي تخصّ المرأة.

## المواقع
ظهرت على مر السنوات مجموعة واسعة من المواقع المخصصة للمرأة الجميلة الكبيرة بما في ذلك المواقع المكرسة لبث الرسائل الإيجابيّة لهاته الفِئة من النساء خاصّة في ظل التنمر الذي قد تواجهه في داخل مجتمعها. تدعوا هذه المواقع إلى عدمِ اتباعِ أيّ نظام غذائي يُشجع المرأة على إنقاص الوزن لأنّ ذلك يُعد انصياعًا لأوامر المُجتمع. في المُقابل ظهرت مواقع إباحية أخرى تهتم كذلك بالمرأة الجميلة والكبيرة وعادةً ما تتضمنُ مواقع الويب هذه محتوى يدلّ على الفتيشيّة الجِنسية بمَا في ذلك فتيشية السمنة أو فتيشية الدهون.

## المتغيرات

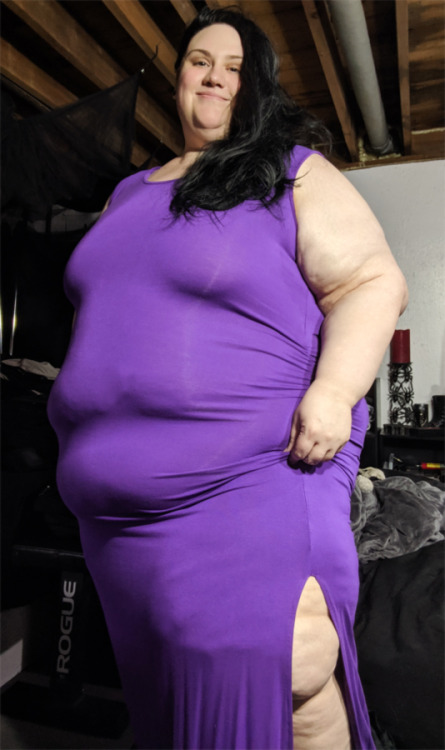
عارضة الأزياء ذات الحجم الزائد زوتجا ترتدي فستانًا

في هذا السياق؛ ظهرت مصطلحات أخرى من هذا النوع من قبيل بي بي بي دابليو (BBBW) والتي تعني المرأة الجميلة الكبيرة السمراء. ظهرَ أيضًا مصطلح إس إس بي بي دابليو (SSBBW) الذي يعني المرأة الجميلة الكبيرة جدًا أو السمينة. جديرٌ بالذكر هنا أّن هناك نقاشٌ حولَ إمكانيّة تعريف هذه المُصطلحات في القواميس اللغويّة المُتخصصة.
من الناحيّة الثقافية؛ فالمرأة الجميلة الكبيرة قد تكون مقلوبة في دول أوروبا وكذلك أمريكا الشماليّة لكنّها ليست كذلك في دول أخرى مثلَ معظم دول قارة آسيا على غِرار اليابان.

### الرجل الكبير الوسيم
يُعد مصطلح الرجل الكبير الوسيم مُقابِلًا لمصطلح المرأة الجميلة الكبيرة وهوَ يعني الرجل المُتقدم في السنّ نوعًا ما وكذلك في الوزن لكنّه لا زال نشطًا. بشكلٍ عام؛ ظهرَ من هذا المصطلح عدّة تفرعات أخرى؛ كلّ وما تُشير له فهناك مصطلحات تخص الرجل السمين وفقط بينما أخرى تخص الرجل السمين والكبير حجمًا كذلك وهلمّ جرا.